# Terry Pratchett

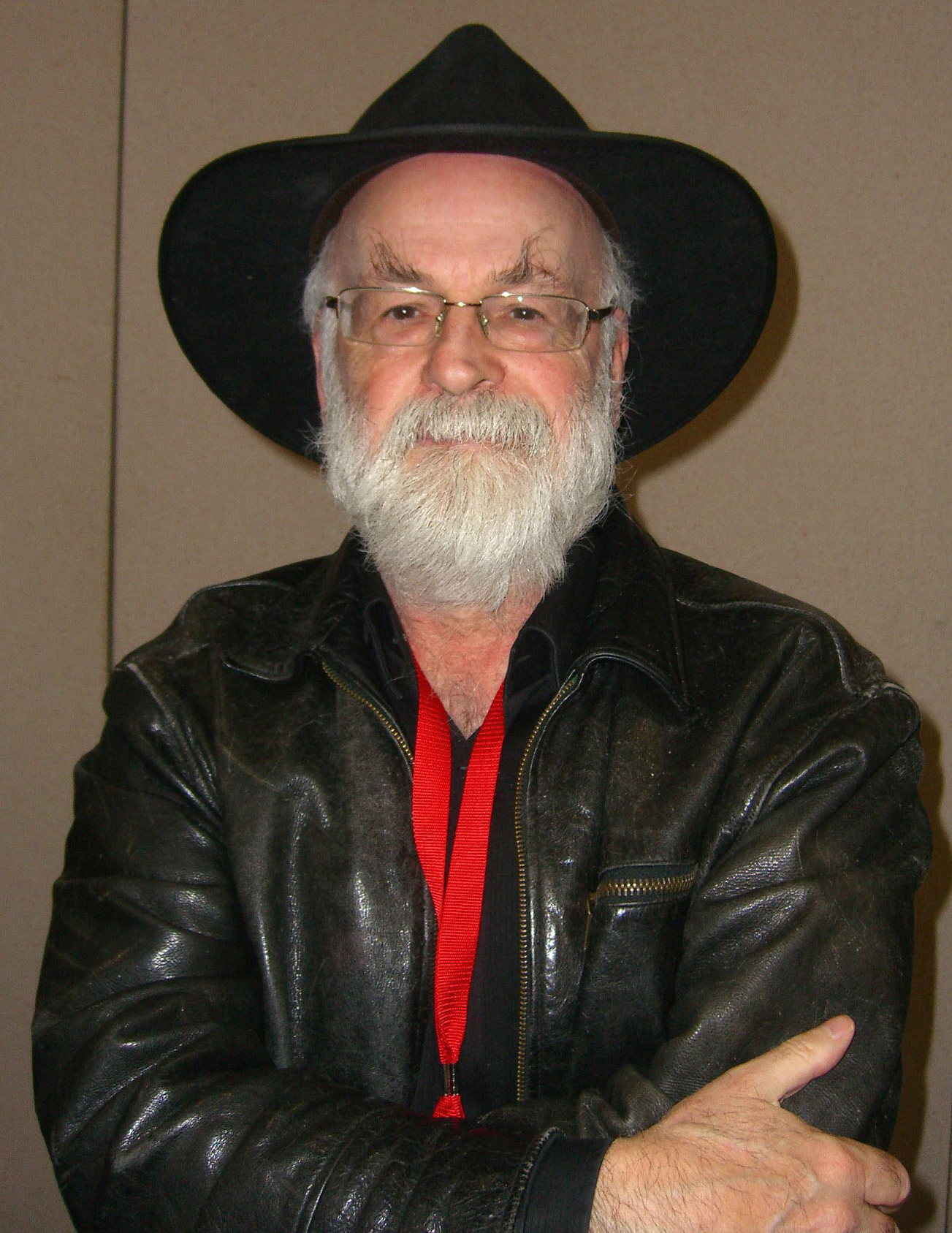
Terry Pratchett (2012)

Sir Terence David John Pratchett, OBE (* 28. April 1948 in Beaconsfield, Buckinghamshire; † 12. März 2015 in Broad Chalke, Wiltshire) war ein britischer Fantasy-Schriftsteller. Seine bekanntesten Werke sind seine Scheibenwelt-Romane, die in 37 Sprachen übersetzt wurden. Weltweit wurden über 85 Millionen seiner Bücher verkauft.

## Leben

Das durch das College of Arms erteilte Wappen Terry Pratchetts mit dem Wahlspruch Noli timere messorem („Fürchte den Sensenmann nicht“).

Terry Pratchett veröffentlichte sein erstes Werk mit 13 Jahren. Es war die Kurzgeschichte The Hades Business, die erst in der Schülerzeitung und später im Science Fantasy Magazine veröffentlicht wurde.
Nachdem er 1965 von der Schule abgegangen war, begann Pratchett im selben Jahr eine Ausbildung zum Journalisten bei einer Lokalzeitung. Während seiner Tätigkeit als Journalist erwähnte er bei einem Interview mit Peter Bander van Duren, dem Leiter eines kleinen Verlages, dass er ebenfalls einen Roman geschrieben habe: Die Teppichvölker.
Pratchett war seit 1968 mit Lyn Marian Purves verheiratet; ihre Tochter Rhianna (* 1976) ist ebenfalls als Autorin tätig.
1980 wurde Pratchett Pressesprecher des Central Electricity Generating Board (CEGB). Das CEGB war ein staatlicher Betrieb in Großbritannien, der die Aufteilung der Stromproduktion auf verschiedene Erzeugungsmethoden regelte. Als klar wurde, dass er von seinen Büchern leben konnte, beendete Pratchett 1987 seine Arbeit beim CEGB und veröffentlichte ab dann etwa zwei Romane pro Jahr. 2003 war er nach Joanne K. Rowling der erfolgreichste Autor Großbritanniens.
1998 wurde Pratchett zum Officer of the Order of the British Empire (OBE) ernannt. Am 18. Februar 2009 wurde er für seine Verdienste um die Literatur von der Queen zum Knight Bachelor geschlagen und durfte sich seitdem Sir Terry Pratchett nennen. Am 28. April 2010 wurde ihm vom Clarenceux King of Arms ein eigenes Wappen verliehen. Dieses führt unter anderem ein Ankh und eine Morpork-Eule, welche aus dem Wappen der von ihm erdachten Stadt Ankh-Morpork, dem Schauplatz vieler seiner Werke, entnommen sind, und das Motto „Noli timere Messorem“ („Fürchte den Sensenmann nicht“, eine Anspielung auf das Lied (Don’t Fear) The Reaper von Blue Öyster Cult und auf die sympathische Art der Figur „Tod“, die in vielen Scheibenweltromanen eine tragende Rolle spielt). 2004 erhielt er zum ersten Mal den Locus Award, 2011 den Karl Edward Wagner Award sowie den Margaret A. Edwards Award der American Library Association für große Verdienste in der Jugendliteratur.
Im Dezember 2007 gab Pratchett bekannt, dass bei ihm eine sehr seltene, früh beginnende Form der Alzheimer-Krankheit diagnostiziert worden war. Über die Krankheit sprach Pratchett am 13. März 2008 in einem Interview in der BBC-Radio-Sendung Today Programme. Nach eigener Aussage hatte er seinen Führerschein abgegeben und Schwierigkeiten beim Maschinenschreiben, weshalb er seine Texte seitdem mit Hilfe einer Spracherkennungssoftware verfasste. Pratchett spendete eine Million Dollar an den Alzheimer Research Trust und kritisierte, dass für die Erforschung von Demenzerkrankungen zu wenige Mittel bereitgestellt werden. „Ich würde den Hintern eines toten Maulwurfs essen, wenn mir damit geholfen wäre“, sagte er. In diesem Zusammenhang sprach er sich auch für Sterbehilfe aus. Pratchett führte eine Kampagne gegen das Verbot der Sterbehilfe in Großbritannien. Er hat einen BBC-Dokumentarfilm produziert, in dem er zwei Menschen zum Freitod in die Schweiz begleitet. Neil Gaiman erzählte während eines Vortrages, dass Pratchett in seinem Tresor Pillen für einen Selbstmord gelagert hatte, sodass er im Zweifelsfall selbst hätte entscheiden können, wann er sterben würde.

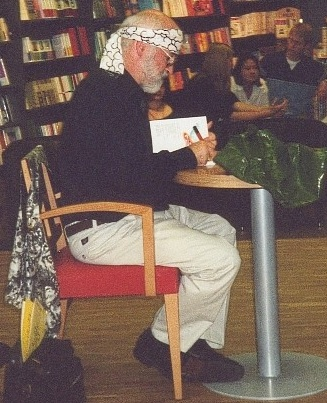
Terry Pratchett bei einer Lesung in der Koblenzer Buchhandlung Bouvier (2000)

Pratchett starb am 12. März 2015 im Alter von 66 Jahren auf seinem Anwesen in Broad Chalke in der Grafschaft Wiltshire an den Folgen einer posterioren kortikalen Atrophie (PKA, auch Benson-Syndrom), einer der Alzheimer-Erkrankung sehr ähnlichen neurodegenerativen Erkrankung.
Einer seiner Fans reagierte auf die Todesnachricht mit einer Petition bei Change.org mit der Forderung, der Tod möge Terry Pratchett zurückgeben. Binnen zweier Tage wurde sie von über 25.000 Fans unterzeichnet. Betreiber verschiedener Internet-Server fügen zum Gedenken an Pratchett – und in Anlehnung an eine in Ab die Post dargestellte Form des Gedenkens – zusätzliche Header-Zeilen in die ausgehenden Daten ihrer Server ein.

## Literarisches
Neben Pratchetts sehr eigenem Schreibstil, insbesondere durch seinen in der Fantasyliteratur genreunüblichen Humor bis hin zur Persiflage, zeichnen sich einige seiner Bücher durch die zum Teil überbordende Verwendung von Fußnoten aus. Die niederländische Übersetzung von Good Omens, das Pratchett in Co-Autorenschaft mit Neil Gaiman schrieb, beginnt mit einem ironischen Vorwort des Übersetzers, in dem er versichert, keine zusätzlichen Fußnoten eingebaut zu haben, um eventuelle Unklarheiten zu beseitigen – ergänzt um Fußnoten zur Klärung von Omen und Crowley.
Bis auf wenige Ausnahmen sind Pratchetts Werke nicht in Kapitel untergliedert. In einem Interview begründete er dies damit, dass das Leben ebenfalls für gewöhnlich nicht in Kapiteln stattfinde und er abgesehen von ihrer Verwendung in Kinderbüchern keinen Zweck von Kapiteln erkennen könne. Dementsprechend enthalten vor allem Pratchetts Jugendbücher Kapitel, daneben aber auch die Romane um die Figur Feucht von Lipwig.
Pratchetts Bücher finden ein für dieses Genre eher unübliches Echo. Eine Sammlung von Essays über sein Werk findet sich in dem Buch Terry Pratchett: Guilty of Literature, herausgegeben von Andrew M. Butler, Edward James und Farah Mendlesohn; eine deutsche Studie, „The Turtle Moves!“ von Johannes Rüster, befasst sich mit kosmologischen und theologischen Fragen in den Scheibenweltromanen. Zwei weitere Bücher sind erwähnenswert, die beide von David Langford zusammengestellt wurden, nämlich The Unseen University Challenge und The Wyrdest Link.

## Scheibenwelt-Romane

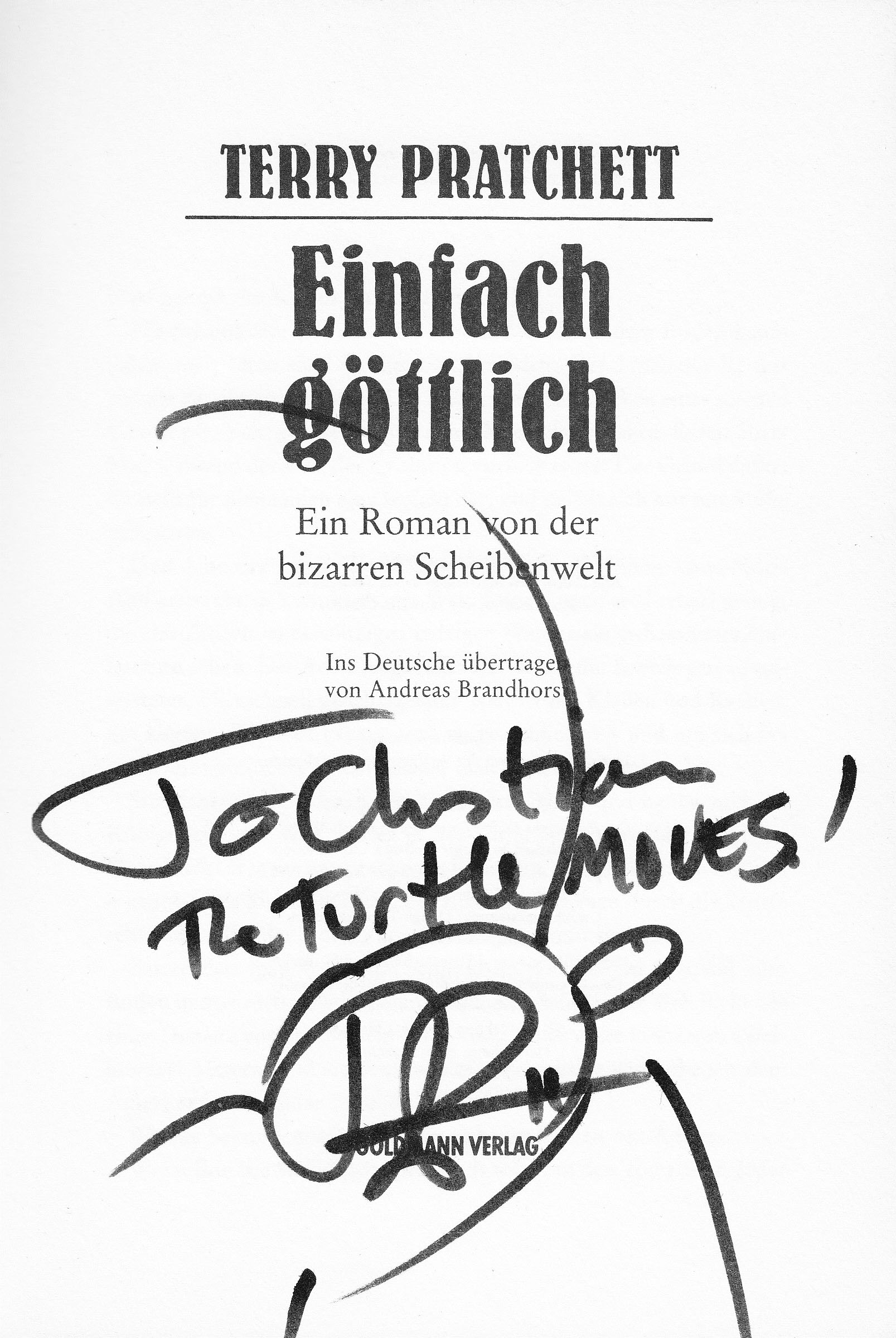
Autograph mit persönlicher Widmung

Seinen ab 1983 erschienenen Scheibenwelt-Romanen verdankte Terry Pratchett seine weltweite Bekanntheit und seine große Fangemeinde. Die Geschichten dieser Roman-Reihe spielen auf der „Scheibenwelt“, die flach ist und von vier Elefanten getragen wird, die ihrerseits auf dem Rücken einer riesigen Schildkröte stehen, welche durch das Weltall „rudert“.
Bei den Scheibenwelt-Geschichten handelt es sich jedoch nicht nur um klassische Fantasy-Romane, die in einer fiktiven Welt spielen – vielmehr werden in ihnen sowohl klassische Fantasy- und Science-Fiction-Motive parodiert als auch Themen des alltäglichen Lebens wie Rock ’n’ Roll, Filme, Glaubwürdigkeit der Presse, Religion, Philosophie, Wirtschaft, chinesische und ägyptische Geschichte, Politik (z. B. Regierungsformen), Krieg und vieles mehr.
Die Umschläge aller Scheibenweltromane, die bis 2001 in Großbritannien verkauft wurden, hat Josh Kirby gestaltet. Nach Kirbys Tod übernahm Paul Kidby, der zuvor schon Scheibenwelt-Illustrationen angefertigt hatte, die Umschlaggestaltung der britischen Ausgaben. Teilweise wurden die Umschlaggestaltungen mit farblichen Abwandlungen auch für die deutschsprachigen Ausgaben verwendet.
Pratchett wurde in seinem Fankreis oft respektvoll Pterry genannt, eine Reverenz an die stummen P der Figuren (wie zum Beispiel Pteppic) in dem Roman Pyramiden, die ihrerseits auf Ptolemaios, den griechischen Namen diverser hellenistischer Pharaonen anspielen, und obendrein eine Verknüpfung (des Initials) seines Nachnamens mit seinem Vornamen.
Pratchett hatte ein ausgeprägtes Interesse an Orang-Utans. Dieses beschränkte sich nicht nur auf die auffallende Figur des Bibliothekars seiner Scheibenwelt-Romane, einen seiner populärsten Charaktere. Er arbeitete auch für die Orang-Utan Foundation, etwa in Form eines Besuchs auf Borneo mit einer Channel-4-Filmcrew, um eine Episode von „Jungle Quest“ zu drehen, die Orang-Utans in ihrer natürlichen Umgebung zeigt. Dem guten Beispiel Pratchetts folgend, haben Fan-Events wie die Scheibenwelt-Convention die Orang-Utan-Foundation zu ihrem Anliegen erklärt. Wenn Pratchett solche Treffen besuchte, fand stets eine Auktion statt, bei der Fans die Nennung ihres Namens im nächsten Scheibenweltroman ersteigern konnten. Alle Erlöse gingen direkt an die Orang-Utan-Foundation.

## Werke

### Scheibenwelt

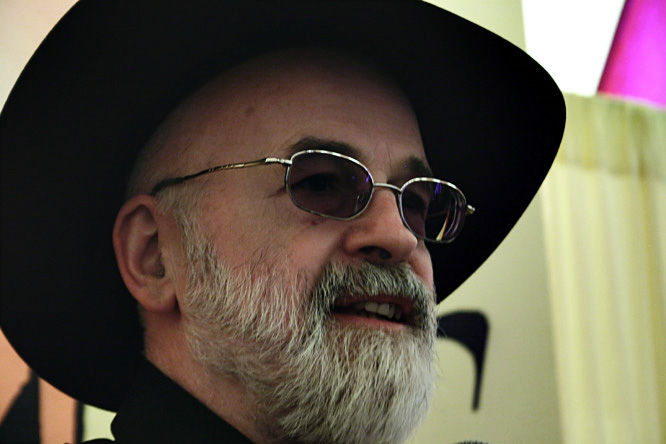
Terry Pratchett (Niederlande, April 2005)

Liste der Scheibenwelt-Romane

### Andere Werke
Romane

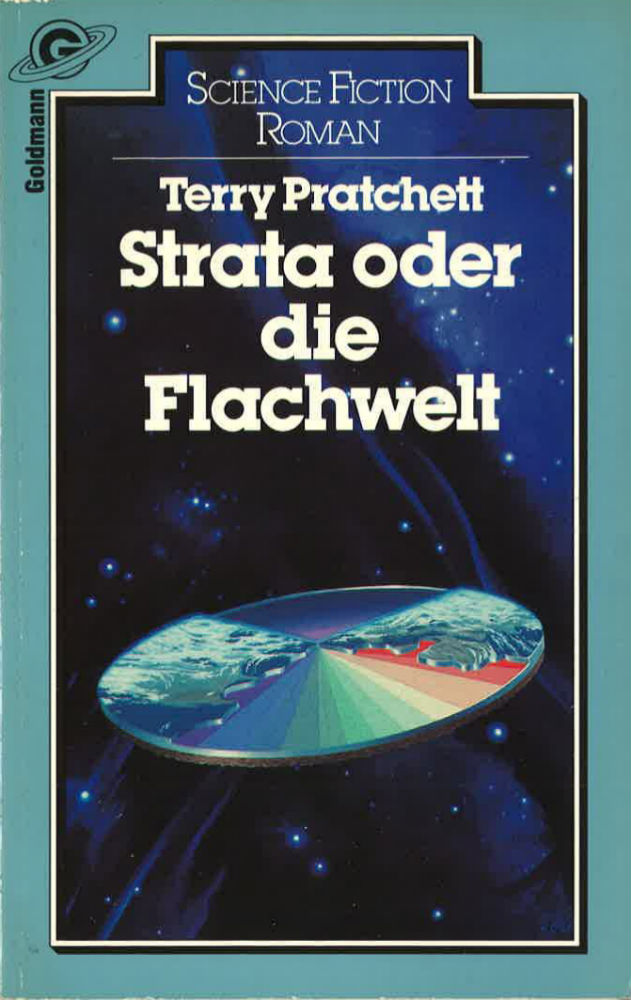
Strata oder die Flachwelt (1983)

- Alarm im Teppich-Reich. Verlag Sauerländer, Aarau / Frankfurt am Main 1972, ISBN 3-7941-0142-1 (Originaltitel: The Carpet People. Übersetzt von Käthe Recheis, neu veröffentlicht von Heyne 1994 als Die Teppichvölker, übersetzt von Andreas Brandhorst).
- Der Sonne dunkle Seite. Science-Fiction-Roman. Goldmann Verlag, München 1977, ISBN 3-442-23254-6 (Originaltitel: The Dark Side of the Sun. Übersetzt von Tony Westermayr, neu veröffentlicht von Heyne 1989 als Die dunkle Seite der Sonne, übersetzt von Andreas Brandhorst).
- Strata oder die Flachwelt. Science-Fiction-Roman. Goldmann Verlag, München 1983, ISBN 3-442-23434-4 (Originaltitel: Strata. Übersetzt von Heinz Zwack, neu veröffentlicht von Heyne 1992 als Strata, übersetzt von Andreas Brandhorst).
- Ein gutes Omen. Die freundlichen und zutreffenden Prophezeiungen der Hexe Agnes Spinner. Rogner & Bernhard, Hamburg 1991, ISBN 3-8077-0247-4 (Originaltitel: Good Omens. Übersetzt von Andreas Brandhorst, mit Neil Gaiman).
- Eine Insel. Manhattan, München 2009, ISBN 978-3-442-54655-8 (Originaltitel: Nation. Übersetzt von Peder Brehnkmann).
- Dunkle Halunken. Piper Verlag, München 2013, ISBN 978-3-492-70301-7 (Originaltitel: Dodger. Übersetzt von Andreas Brandhorst).

Reihen
- Die Nomen-Trilogie/Die Schlacht der Nomen:

1. Trucker. Heyne Verlag, München 1992, ISBN 3-453-06263-9 (Originaltitel: Truckers. Übersetzt von Andreas Brandhorst).
2. Wühler. Heyne Verlag, München 1992, ISBN 3-453-06264-7 (Originaltitel: Diggers. Übersetzt von Andreas Brandhorst).
3. Flügel. Heyne Verlag, München 1992, ISBN 3-453-06265-5 (Originaltitel: Wings. Übersetzt von Andreas Brandhorst).

- Die Johnny-Maxwell-Trilogie:

1. Nur du kannst die Menschheit retten. Bertelsmann Verlag, München 1994, ISBN 3-570-12075-9 (Originaltitel: Only You Can Save Mankind. Übersetzt von Sabine Schmidt).
2. Nur du kannst sie verstehen. Bertelsmann Verlag, München 1995, ISBN 3-570-12113-5 (Originaltitel: Johnny and the Dead. Übersetzt von Emily Pichelsteiner).
3. Nur du hast den Schlüssel. Goldmann Verlag, München 1997, ISBN 3-442-43817-9 (Originaltitel: Johnny and the Bomb. Übersetzt von Regina Winter).

- Die Gelehrten der Scheibenwelt (mit Ian Stewart und Jack Cohen):

1. Die Gelehrten der Scheibenwelt. Piper Verlag, München/Zürich 2004, ISBN 3-492-28521-X (Originaltitel: The Science of Discworld. Übersetzt von Andreas Brandhorst und Erik Simon).
2. Die Philosophen der Rundwelt. Mehr von den Gelehrten der Scheibenwelt. Piper Verlag, München/Zürich 2004, ISBN 3-492-28522-8 (Originaltitel: The Science of Discworld II: The Globe. Übersetzt von Andreas Brandhorst und Erik Simon).
3. Darwin und die Götter der Scheibenwelt. Piper Verlag, München/Zürich 2006, ISBN 3-492-26593-6 (Originaltitel: The Science of Discworld III: Darwin’s Watch. Übersetzt von Andreas Brandhorst und Erik Simon).
4. Das Jüngste Gericht. Die Wissenschaft der Scheibenwelt 4. Piper Verlag, München/Zürich 2013, ISBN 978-3-492-26946-9 (Originaltitel: The Science of Discworld IV: Judgement Day. Übersetzt von Andreas Brandhorst und Erik Simon).

- Die Lange Erde (mit Stephen Baxter):

1. Die Lange Erde. Random House, 2013, ISBN 978-3-641-10228-9 (Originaltitel: The Long Earth. Übersetzt von Gerald Jung).
2. Der Lange Krieg. Manhattan, 2015, ISBN 978-3-442-54728-9 (Originaltitel: The Long War. Übersetzt von Gerald Jung).
3. Der Lange Mars. Manhattan, 2015, ISBN 978-3-442-54761-6 (Originaltitel: The Long Mars. Übersetzt von Gerald Jung).
4. Das Lange Utopia. Manhattan, 2016, ISBN 978-3-442-54776-0 (Originaltitel: The Long Utopia. Übersetzt von Gerald Jung).
5. Der Lange Kosmos. Random House, 2017, ISBN 978-3-442-20537-0 (Originaltitel: The Long Cosmos. Übersetzt von Gerald Jung).

Geschichten u. a.
- Echte Katzen tragen niemals Schleifen. Droemer Knaur, München 1991, ISBN 3-426-02792-5 (Originaltitel: The Unadulterated Cat. Übersetzt von Sonja Hauser, neu veröffentlicht von Goldmann 2005 als Die gemeine Hauskatze).
- Der ganze Wahnsinn. Storys. Piper Verlag, München / Zürich 2007, ISBN 978-3-492-70155-6 (Originaltitel: Once More* With Footnotes. Übersetzt von Andreas Brandhorst).
- Jack Dodgers London Guide. Piper Verlag, München / Zürich 2014, ISBN 978-3-492-70331-4 (Originaltitel: Dodger’s Guide to London. Übersetzt von Andreas Brandhorst).
- Dralle Drachen und andere Storys vom Schöpfer der Scheibenwelt. ivᴉ, München / Berlin 2015, ISBN 978-3-492-70347-5 (Originaltitel: Dragons at Crumbling Castle. Übersetzt von Andreas Brandhorst).
- Große Worte. Piper, München 2018, ISBN 978-3-492-70499-1 (Originaltitel: A Blink of the Screen. Collected Shorter Fiction. Übersetzt von Andreas Brandhorst).
- Der falsche Bart des Weihnachtsmanns. Piper, München 2019, ISBN 978-3-492-70525-7 (Originaltitel: Father Christmas's Fake Beard. Übersetzt von Andreas Brandhorst).
- Dem Tod die Hand reichen. Manhattan Verlag, München 2016, ISBN 978-3-442-54781-4 (Originaltitel: Shaking Hands with death. Übersetzt von Gerald Jung).

### Filme
- Terry Pratchett: Choosing to Die (2011), BBC-Dokumentarfilm über aktive Sterbehilfe[22]

## Adaptionen

### Comics
- Mort – Der Scheibenwelt-Comic. (Scheibenwelt 4) Manhattan/Goldmann Verlag 1994, Illustrationen: Graham Higgins, ISBN 978-3-442-51615-5.
- Wachen! Wachen! – Der Scheibenwelt-Comic. (Scheibenwelt 8) Manhattan/Goldmann Verlag 2000, Bearbeitung: Stephen Briggs, Illustrationen: Graham Higgins, ISBN 978-3-442-54533-9.

### Filmadaptionen
Spielfilme
- Hogfather. (Scheibenwelt 20) UK 2006, Regie: Vadim Jean, 3 h 8 min, FSK 12 (mit Michelle Dockery, Marc Warren, David Jason u. a., Cameoauftritt als Spielzeugmacher).
- The Colour of Magic. (Scheibenwelt 1 & 2) UK 2008, Regie: Vadim Jean, 3 h 11 min, FSK 6 (mit Sean Astin, Tim Curry, James Cosmo u. a., Cameoauftritt als Astrozoologe).
- Going Postal. (Scheibenwelt 33) UK 2010, Regie: Jon Jones, 3 h 5 min, FSK 12 (mit Richard Coyle, Charles Dance, David Suchet u. a., Cameoauftritt als Postbote).

Serien
- Johnny and the Dead. (Maxwell-Trilogie 2) UK 1995, Miniserie, 4 Episoden à ca. 30 min, Regie: Gerald Fox (mit Brian Blessed, George Baker, Jane Lapotaire u. a.).
- Johnny and the Bomb. (Maxwell-Trilogie 3) UK 2006, Miniserie, 3 Episoden à ca. 40 min, Regie: Dermot Boyd (mit George MacKay, Holliday Grainger, Frank Finlay u. a.).
- Good Omens. (Ein gutes Omen) UK 2019/2023, Miniserie, 12 Episoden à ca. 60 min in 2 Staffeln, umgesetzt ab 2017 von Ko-Autor Neil Gaiman, Regie: Douglas Mackinnon (mit David Tennant, Michael Sheen OBE, Jon Hamm u. a.).
- The Watch (Scheibenwelt-Romane der Stadtwache, besonders 8 & 29) UK 2021, Miniserie, 8 Episoden à ca. 60 min, Regie: Craig Viveiros, Brian Kelly & Emma Sullivan (mit Richard Dormer, Anna Chancellor, Marama Corlett u. a.).

Animationsfilme
- Truckers. (Nomen-Trilogie 1) UK 1992, Regie: Jackie Cockle, Chris Taylor & Francis Vose, 13 Episoden à ca. 11 min, Stop-Motion und Filmzusammenschnitt.
- Welcome to the Discworld. (Scheibenwelt 11) UK 1996, 8 min, Zeichentrick (Fragment des unvollendeten Films Reaper Man, mit Christopher Lee u. a.).
- Soul Music. (Scheibenwelt 16) UK 1997, Regie: Jean Flynn, 2 h 52 min, Zeichentrick (mit Christopher Lee u. a.).
- Wyrd Sisters. (Scheibenwelt 6) UK 1997, Regie: Jean Flynn, 2 h 20 min, Zeichentrick (mit Christopher Lee u. a.).
- Maurice der Kater (Scheibenwelt 28) UK 2022, Regie: Toby Genkel & Florian Westermann, 1 h 33 min, Computeranimation (mit Hugh Laurie, Emilia Clarke, David Thewlis u. a.).

### Hörspiele
- Gevatter Tod. (Scheibenwelt 4) SWR/WDR 2004 / Random House Audio 2005, Bearbeitung und Regie: Leonhard Koppelmann, 2 CDs, 2 h 20 min, ISBN 3-89830-940-1.
- Wachen! Wachen! (Scheibenwelt 8) Bookonear/Lübbe Audio 2004, Bearbeitung und Regie: Raphael Burri, 5 CDs, 5 h 21 min, ISBN 978-3-7857-1468-3.
- Pyramiden. (Scheibenwelt 7) Bookonear/Lübbe Audio 2006, Bearbeitung und Regie: Raphael Burri, 4 CDs, 5 h 7 min, ISBN 978-3-7857-3131-4.
- Lords und Ladies. (Scheibenwelt 14) Bookonear/Lübbe Audio 2006, Bearbeitung: Rolf Strub, Regie: Raphael Burri, 4 CDs, 5 h, ISBN 978-3-7857-3212-0.

### Hörbücher
Scheibenwelt-Romane
- Das Licht der Phantasie. (Scheibenwelt 2) Heyne Verlag 1999, gelesen von Sebastian Krumbiegel, 3 CDs, 3 h 47 min, ISBN 978-3-453-16589-2.
  - auch ungekürzt als Download erhältlich, Random House Audio 2013, gelesen von Volker Niederfahrenhorst, 9 h 8 min.
- Der fünfte Elefant. (Scheibenwelt 24) Random House Audio 2000, gelesen von Dirk Bach, 3 CDs, 3 h 49 min, ISBN 978-3-89830-126-8.
  - auch ungekürzt als Download erhältlich, 2011, gelesen von Michael-Che Koch, 14 h 54 min.
- Die volle Wahrheit. (Scheibenwelt 25) Random House Audio 2001, gelesen von Dirk Bach, 3 CDs, 3 h 57 min, ISBN 978-3-89830-275-3.
  - auch ungekürzt als Download erhältlich, 2011, gelesen von Michael-Che Koch, 13 h 12 min.
- Der Zeitdieb. (Scheibenwelt 26) Random House Audio 2002, gelesen von Dirk Bach, 3 CDs, 3 h 30 min, ISBN 978-3-89830-419-1.
  - auch ungekürzt als Download erhältlich, 2012, gelesen von Michael-Che Koch, 12 h 33 min.
- Die Nachtwächter. (Scheibenwelt 29) Random House Audio 2003, gelesen von Peer Augustinski, 3 CDs, 3 h 50 min, ISBN 978-3-89830-608-9.
  - auch ungekürzt als Download erhältlich, 2012, gelesen von Michael-Che Koch, 14 h 3 min.
- Ab die Post. (Scheibenwelt 33) Random House Audio 2005, gelesen von Peer Augustinski, 4 CDs, 4 h 40 min, ISBN 978-3-86604-036-6.
  - auch ungekürzt als Download erhältlich, 2013, gelesen von Michael-Che Koch, 15 h 16 min.
- Kleine freie Männer. (Scheibenwelt 30) Random House Audio 2006, gelesen von Boris Aljinovic, 4 CDs, 4 h 40 min, ISBN 978-3-86604-094-6.
  - auch ungekürzt als Download erhältlich, 2013, gelesen von Michael-Che Koch, 9 h 9 min.
- Ein Hut voller Sterne. (Scheibenwelt 32) Random House Audio 2006, gelesen von Boris Aljinovic, 4 CDs, 4 h 40 min, ISBN 978-3-86604-095-3.
  - auch ungekürzt als Download erhältlich, 2014, gelesen von Michael-Che Koch, 10 h 7 min.
- Klonk! (Scheibenwelt 34) Random House Audio 2006, gelesen von Boris Aljinovic, 4 CDs, 4 h 23 min, ISBN 978-3-86604-331-2.
  - auch ungekürzt als Download erhältlich, 2012, gelesen von Michael-Che Koch, 13 h 54 min.
- Alles Sense! (Scheibenwelt 11) Schall & Wahn 2007, gelesen von Rufus Beck, 5 CDs, 6 h 20 min, ISBN 978-3-86604-720-4.
  - auch ungekürzt als Download erhältlich, 2011, gelesen von Volker Niederfahrenhorst, 10 h 35 min.
- Rollende Steine. (Scheibenwelt 16) Random House Audio 2007, gelesen von Rufus Beck, 6 CDs, 7 h, ISBN 978-3-86604-574-3.
  - auch ungekürzt als Download erhältlich, 2012, gelesen von Michael-Che Koch, 12 h 46 min.
- Schweinsgalopp. (Scheibenwelt 20) Schall & Wahn 2007, gelesen von Rufus Beck, 6 CDs, 7 h 20 min, ISBN 978-3-86604-721-1.
  - auch ungekürzt als Download erhältlich, 2011, gelesen von Volker Niederfahrenhorst, 12 h 51 min.
- Der Winterschmied. (Scheibenwelt 35) Random House Audio 2007, gelesen von Boris Aljinovic, 5 CDs, 6 h 20 min, ISBN 978-3-86604-493-7.
  - auch ungekürzt als Download erhältlich, 2014, gelesen von Michael-Che Koch, 11 h 32 min.
- Schöne Scheine. (Scheibenwelt 36) Random House Audio 2007, gelesen von Boris Aljinovic, 5 CDs, 6 h 7 min, ISBN 978-3-86604-691-7.
  - auch ungekürzt als Download erhältlich, 2013, gelesen von Michael-Che Koch, 15 h 1 min.
- Total verhext. (Scheibenwelt 12) Schall & Wahn 2008, gelesen von Katharina Thalbach, 6 CDs, 7 h 15 min, ISBN 978-3-86604-858-4.
  - auch ungekürzt als Download erhältlich, 2018, gelesen von Annette Frier, 10 h 37 min.
- Helle Barden. (Scheibenwelt 15) Schall & Wahn 2008, gelesen von Rufus Beck, 6 CDs, 6 h 50 min, ISBN 978-3-86604-861-4.
  - auch ungekürzt als Download erhältlich, 2015, gelesen von Volker Niederfahrenhorst, 13 h 11 min.
- Mummenschanz. (Scheibenwelt 18) Schall & Wahn 2008, gelesen von Katharina Thalbach, 5 CDs, 5 h 50 min, ISBN 978-3-86604-941-3.
- Heiße Hüpfer. (Scheibenwelt 22) Schall & Wahn 2009, gelesen von Rufus Beck, 3 CDs, 3 h 55 min, ISBN 978-3-8371-0039-6.
- Ruhig Blut! (Scheibenwelt 23) Schall & Wahn 2010, gelesen von Katharina Thalbach, 6 CDs, 7 h, ISBN 978-3-8371-0313-7.
- Der Club der unsichtbaren Gelehrten. (Scheibenwelt 37) Random House Audio 2010, gelesen von Boris Aljinovic, 6 CDs, 7 h 11 min, ISBN 978-3-8371-0402-8.
- Hohle Köpfe. (Scheibenwelt 19) Schall & Wahn 2011, gelesen von Rufus Beck, 6 CDs, 7 h 50 min, ISBN 978-3-8371-0787-6.
  - auch ungekürzt als Download erhältlich, 12 h 30 min.
- Das Mitternachtskleid. (Scheibenwelt 38) Random House Audio 2011, gelesen von Boris Aljinovic, 4 CDs, 5 h 18 min, ISBN 978-3-8371-0818-7.
  - auch ungekürzt als Download erhältlich, gelesen von Michael-Che Koch, 13 h 17 min.
- Gevatter Tod. (Scheibenwelt 4) Schall & Wahn 2012, ungekürzt gelesen von Volker Niederfahrenhorst, 10 h 21 min, nur als Download erhältlich.
- MacBest. (Scheibenwelt 6) Schall & Wahn 2012, gelesen von Katharina Thalbach, 6 CDs, 7 h 50 min, ISBN 978-3-8371-1576-5.
  - auch ungekürzt als Download erhältlich, 11 h 39 min.
- Wachen! Wachen! (Scheibenwelt 8) Schall & Wahn 2012, ungekürzt gelesen von Stefan Kaminski, 13 h 31 min, nur als Download erhältlich.
- Lords und Ladies. (Scheibenwelt 14) Schall & Wahn 2012, gelesen von Katharina Thalbach, 6 CDs, 7 h 50 min, ISBN 978-3-8371-1327-3.
  - auch ungekürzt als Download erhältlich, 12 h 22 min.
- Steife Prise. (Scheibenwelt 39) Der Hörverlag 2012, ungekürzt gelesen von Jens Wawrczeck, 2 MP3-CDs, 15 h 40 min, ISBN 978-3-86717-884-6.
- Die Farben der Magie. (Scheibenwelt 1) Schall & Wahn 2013, ungekürzt gelesen von Volker Niederfahrenhorst, 7 CDs, 8 h 30 min, ISBN 978-3-8371-2069-1.
- Der Zauberhut. (Scheibenwelt 5) Schall & Wahn 2014, ungekürzt gelesen von Volker Niederfahrenhorst, 9 CDs, 12 h 30 min, ISBN 978-3-8371-2263-3.
- Einfach göttlich. (Scheibenwelt 13) Der Hörverlag 2014, ungekürzt gelesen von Jens Wawrczeck, 12 h 11 min, nur als Download erhältlich.
- Toller Dampf voraus. (Scheibenwelt 40) Der Hörverlag 2014, ungekürzt gelesen von Jens Wawrczeck, 2 MP3-CDs, 16 h 26 min, ISBN 978-3-8445-1530-5.
- Echt zauberhaft. (Scheibenwelt 17) Schall & Wahn 2015, ungekürzt gelesen von Volker Niederfahrenhorst, 8 CDs, 12 h, ISBN 978-3-8371-2746-1.
- Die Krone des Schäfers. (Scheibenwelt 41) Der Hörverlag 2015, ungekürzt gelesen von Volker Niederfahrenhorst, 1 MP3-CD, 10 h 47 min, ISBN 978-3-8445-2062-0.
- Voll im Bilde. (Scheibenwelt 10) Random House Audio 2018, ungekürzt gelesen von Volker Niederfahrenhorst, 13 h 29 min, nur als Download erhältlich, ISBN 978-3-8445-3204-3.
- Weiberregiment. (Scheibenwelt 31) Schall & Wahn 2018, gekürzt gelesen von Volker Niederfahrenhorst, 2 MP3-CD, 11 h 40 min, ISBN 978-3-8371-4205-1.
  - auch ungekürzt als Download erhältlich, 15 h 24 min.

Andere Romane
- Trucker. (Nomen-Trilogie 1) Patmos 2006, ungekürzt gelesen von Rufus Beck, 5 CDs, 6 h 25 min, ISBN 978-3-491-91208-3.
- Wühler. (Nomen-Trilogie 2) Patmos 2007, ungekürzt gelesen von Rufus Beck, 4 CDs, 5 h 9 min, ISBN 978-3-491-91218-2.
- Flügel. (Nomen-Trilogie 3) Patmos 2007, ungekürzt gelesen von Rufus Beck, 4 CDs, 5 h 35 min, ISBN 978-3-491-91219-9.
  - auch als Gesamtausgabe erhältlich: Die Nomen-Trilogie. Schall & Wahn 2012, ungekürzt gelesen von Rufus Beck, 14 CDs, 17 h 10 min, ISBN 978-3-8371-1578-9.
- Eine Insel. Random House Audio 2009, gelesen von Stefan Kaminski, 4 CDs, 4 h 40 min, ISBN 978-3-86604-978-9.
  - auch ungekürzt als Download erhältlich, 12 h 5 min.
- mit Stephen Baxter: Die Lange Erde. (Lange Erde 1) Der Hörverlag 2013, ungekürzt gelesen von Jens Wawrczeck, 2 MP3-CDs, 12 h 49 min, ISBN 978-3-8445-1183-3.
- mit Stephen Baxter: Der Lange Krieg. (Lange Erde 2) Der Hörverlag 2015, ungekürzt gelesen von Volker Niederfahrenhorst, 2 MP3-CDs, 16 h 6 min, ISBN 978-3-8445-1814-6.
- mit Stephen Baxter: Der Lange Mars. (Lange Erde 3) Der Hörverlag 2015, ungekürzt gelesen von Volker Niederfahrenhorst, 2 MP3-CDs, 14 h 6 min, ISBN 978-3-8445-1936-5.
- mit Stephen Baxter: Das Lange Utopia. (Lange Erde 4) Der Hörverlag 2016, ungekürzt gelesen von Volker Niederfahrenhorst, 2 MP3-CDs, 13 h 52 min, ISBN 978-3-8445-2312-6.
- mit Stephen Baxter: Der Lange Kosmos. (Lange Erde 5) Der Hörverlag 2017, ungekürzt gelesen von Volker Niederfahrenhorst, 2 MP3-CDs, 14 h 31 min, ISBN 978-3-8445-2811-4.
- Die Teppichvölker. Der Hörverlag 2015, ungekürzt gelesen von Volker Niederfahrenhorst, 7 h 39 min, nur als Download erhältlich.
- Dunkle Halunken. OSTERWOLDaudio 2015, ungekürzt gelesen von Stefan Kaminski, 2 MP3-CDs, 11 h 27 min, ISBN 978-3-86952-255-5.

Geschichten u. a.
- Gefährliche Possen und andere Erzählungen. Der Hörverlag 2006, gelesen von Christian Tramitz, 1 CD, 1 h 8 min, ISBN 978-3-86717-013-0.
- Dralle Drachen und andere Stories vom Schöpfer der Scheibenwelt. OSTERWOLDaudio 2015, ungekürzt gelesen von Stefan Kaminski, 4 CDs, 4 h, ISBN 978-3-86952-260-9.
- Mrs Bradshaws höchst nützliches Handbuch für alle Strecken der Hygienischen Eisenbahn Ankh-Morpork und Sto-Ebene. Der Hörverlag 2015, ungekürzt gelesen von Hildegard Meier und Volker Niederfahrenhorst, 2 h 56 min, nur als Download erhältlich.

## Auszeichnungen (Auszug)
- 2004: Locus Award für Kleine freie Männer
- 2005: Locus Award für Ein Hut voller Sterne
- 2007: Locus Award für Der Winterschmied
- 2008: Locus Award für Schöne Scheine
- 2010: World Fantasy Award für sein Lebenswerk
- 2011: British Fantasy Award – Karl Edward Wagner Award
- 2016: Locus Award für Die Krone des Schäfers (postum)
- 2017: Aufnahme in die Science Fiction Hall of Fame (postum)[23]